# Smeh
Smeh je izrazno vedenje človeka, ki se običajno pojavi kot odziv na komično ali razvedrilno situacijo. Kljub temu, da je eden najprepoznavnejših čustvenih izrazov veselja, pa se včasih smeh pojavlja tudi kot izraz olajšanja po prenehanju nevarnosti ali kot obrambni mehanizem v stanjih strahu ali zadrege.
Smeh je vedenjska prvina, ki igra pomembno vlogo v medosebnih odnosih in daje čustven kontekst verbalnemu sporočanju, v  družbi ljudi pa izraža pozitivno stališče smejočega posameznika. Gre za univerzalen odziv, pri katerem ne prihaja do medkulturnih razlik, saj je vrojen in spontan. Poleg tega pa je smeh tudi ena od dejavnosti, ki nas loči od živali..
Smeh povzročajo tudi nekatere zaužite substance. Primer je vdihavanje dušikovega oksida, ki se zaradi povzročanja smeha imenuje tudi smejalni plin. Uživanje marihuane lahko prav tako izzove silovite izbruhe smeha. Tudi zunanji dražljaji, na primer žgečkanje, lahko povzročijo smeh.
Veda, ki se ukvarja s smehom, se imenuje gelotologija (grško gelos = smeh). Gre za medicinsko stroko, ki preučuje vpliv smeha na telesno zdravje in psihološko stanje človeka.

## Vpliv smeha na telesno in duševno stanje
Pozitiven vpliv humorja in smeha na naše mentalno in telesno počutje (kar je področje pozitivne psihologije) dokazujejo rezultati mnogih študij. Že Freud je trdil, da nam humor pomaga, da se bolje odzovemo na stres in negativna čustva pretvorimo v pozitivna, Musek (2010) pa je zaključil, da posamezniki, ki se pogosto smejijo, redkeje doživljajo negativna čustva, kot so tesnoba, depresivnost in osamljenost. Godfrey (2004) v svoji razpravi o učinkih humorja omenja blagodejne učinke na kardiovaskularni sistem, znižanje krvnega pritiska, zmanjšanje koncentracije stresnih hormonov, izboljšanje imunskega sistema ter blažje zaznavanje telesne bolečine.

## Smejalna terapija
Zaradi vseh ugodnih učinkov se smeh vse pogosteje začenja preučevati kot potencialen način za izboljšanje postopka psihoterapije, ali pa se celo uporablja kot samostojna oblika terapije, ki se imenuje smejalna terapija ali terapija s smehom.
Na srečanjih smejalne terapije se udeleženci najprej poučijo o delovanju smeha na telo, nato pa pod vodstvom za to usposobljenih strokovnjakov izvajajo vaje, ki vključujejo meditacijo s smehom, vadbo z določenimi sklopi mišic, včasih pa tudi ples in petje. Sčasoma se naučijo tudi strategij pozitivnega razmišljanja in, pri čemer zelo pomagajo tudi vaje, ki vključujejo pozitivno medsebojno čustveno interakcijo (masaže, izmenjavanje pozitivnih misli ...).
Zaradi preprostosti in cenovne ugodnosti se v zadnjih letih smejalno terapijo vse pogosteje uporablja za zdravljenje depresije, motnje, ki je v sodobnem svetu v porastu, zlasti med starejšimi ljudmi. Rezultati mnogih raziskav kažejo na pozitivne učinke smeha na depresijo, spanje ter kvaliteto zdravja na splošno, zlasti bolečine v telesu, poleg tega pa imajo pozitiven učinek na posameznike že srečanja sama, saj kvalitetno preživljanje časa v družbi pogosto omili občutek osamljenosti, ki prispeva k depresiji in je pri starejših ljudeh zlasti pogosta.